# In guten und in schlechten Zeiten
In guten und in schlechten Zeiten (orig. Mesmerized) ist ein australisch-neuseeländisch-britisches Filmdrama von Michael Laughlin aus dem Jahr 1986. Die Hauptrolle spielte Jodie Foster.

## Handlung
Der Film erzählt die Geschichte von Victoria Thompson, die im 19. Jahrhundert in Neuseeland lebte. Victoria, eine Waise, heiratet im Alter von 18 Jahren den vermögenden Oliver Thompson. Der Ehemann erweist sich später als despotisch und geizig.
Victoria verliebt sich daraufhin in George, Olivers Bruder. Sie will gemeinsam mit ihm einen Neuanfang wagen, aber die Pläne scheitern.
Victoria vergiftet Oliver, der sehr langsam und auf grausame Weise stirbt. Sie wird jedoch der Tat vor Gericht nicht überführt und freigesprochen. Sie hat aber nicht den Mut ein neues Leben mit George anzufangen.